# 미고렝

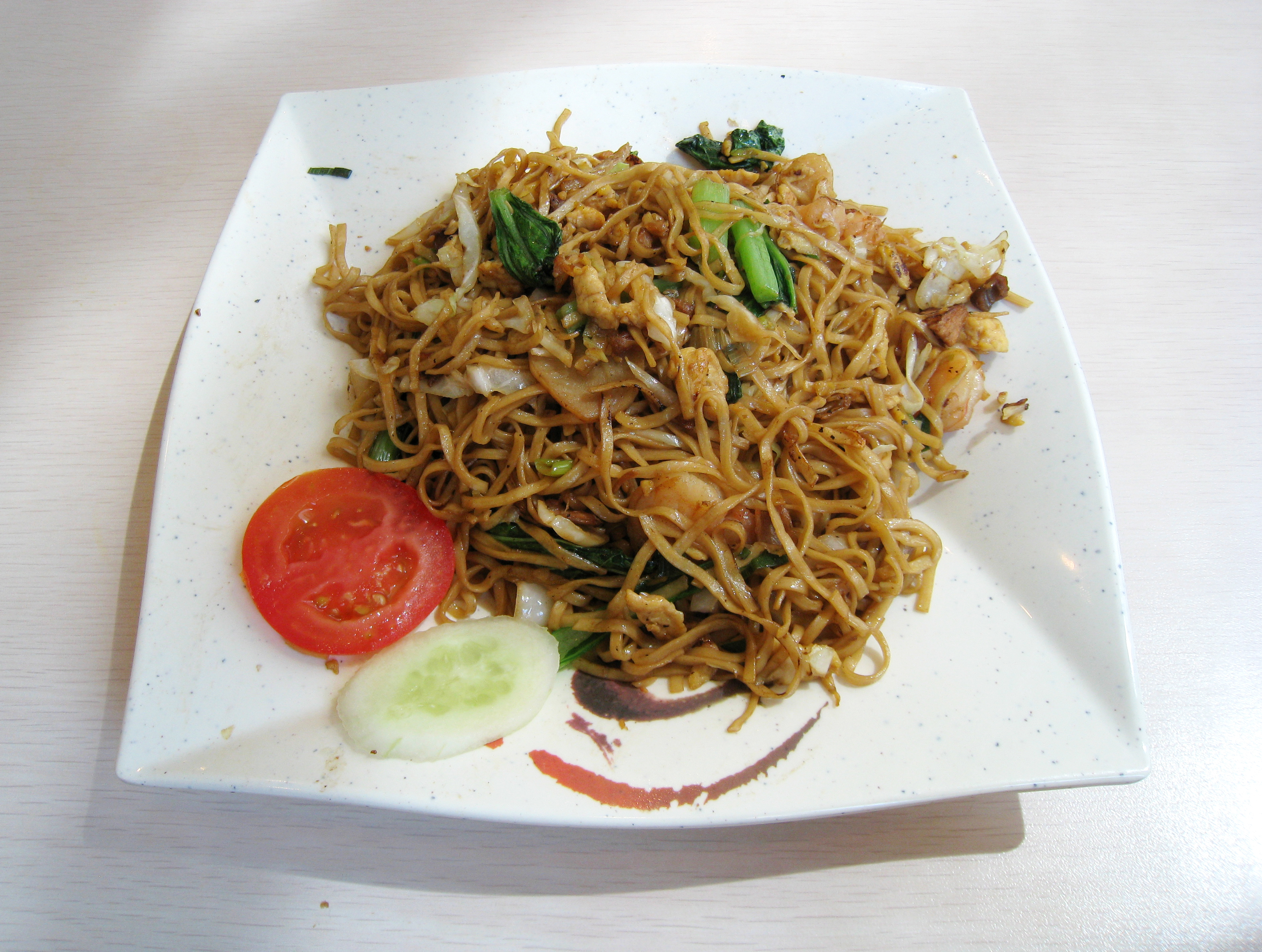
미 고렝

미고렝(인도네시아어: Mi goreng, 말레이어: Mi goreng)은 인도네시아, 말레이시아, 싱가포르의 볶음국수 요리이다. "볶은 박미"라는 뜻의 박미 고렝(bakmi goreng)이라고도 한다. 여기서 "미"는 "국수"를 뜻하지만, 정확히는 스파게티처럼 노란 밀가루 면을 일컫는다. 퀘티아우 고렝(kway teow goreng)이나 미훈 고렝(mee hoon greng)은 흰 쌀로 만든 면을 이용한 같은 요리이며, 종종 미고렝의 일부로 간주되기도 한다.

## 같이 보기
- 인도네시아 요리
- 박미